# 167
Римська імперія •  Парфянське царство •  Кушанське царство •  Східна Хань •  Сармати

## Геополітична ситуація
У Римській імперії сьомий рік правлять  співімператори Луцій Вер (до 169) та Марк Аврелій (до 180). Імперія  займає Апеннінський, Піренейський та Балканський півострови, Галлію, частину Британії, Близький Схід, Північну Африку включно з Єгиптом. В імперії лютує чума Антоніна. Пограничні області опинилися під натиском германців. 
Наймогутніша держава центральної Азії — Парфянське царство. Наймогутніша держава Індостану — Кушанське царство. Династія Хань править у Китаї.  Корейський півострів ділять між собою Три корейські держави. 
Триває докласичний період цивілізації мая.
На території майбутньої України, в степах Причорномор'я, кочують сармати, північніше — племена Черняхівської культури.

## Події
- Консулами в Римі були імператор Луцій Вер та Марк Уммідій Квадрат.
- Маркомани сплюндрували Аквілею.
- Вандали і язиги напали на Дакію.
- Германці зруйнували святилище у місті Елефсін, неподалік від Афін.
- Імперські легіони під командою обох імператорів відбили напади варварів ціною значних людських і матеріальних втрат. Pax Romana почав давати тріщини.
- Чхого, правитель держави Пекче,  розпочав війну з Сіллою.

## Померли
- Папа Римський Анікет